# Atherigona distincta
Atherigona distincta är en tvåvingeart som beskrevs av Malloch 1923. Atherigona distincta ingår i släktet Atherigona och familjen husflugor. Inga underarter finns listade i Catalogue of Life.